# Pankshin
Pankshin is een stad en een Local Government Area (LGA) in Nigeria in de staat Plateau. De LGA telde in 2006 190.114 inwoners en in 2016 naar schatting 249.000 inwoners. De bevolking bestaat er vooral uit Ngas en ook Mupun, Miship, Fier, Tal, Kadung, Pal en Bijim.
De stad is sinds 2020 de zetel van een rooms-katholiek bisdom. 